# Adele Simpson
Adele Simpson (* 8. Dezember 1903 als Adele Smithline in New York City; † 23. August 1995 in Greenwich, Connecticut) war eine  US-amerikanische Modeschöpferin.

## Biografie
Simpson wurde als fünfte Tochter lettischer Einwanderer in New York City geboren. Im Alter von 21 Jahren absolvierte sie ihr Design-Curriculum am Pratt Institute. Sie arbeitete als Chefdesignerin von Ben Gershel, einem bekannten Konfektionsmodehaus an der 7th Avenue in Manhattan. Einige Jahre später arbeitete sie für Mary Lee, ein ebenfalls an der 7th Avenue ansässiges Unternehmen, das sie 1949 kaufte und in Adele Simpson Inc. umbenannte. Im selben Jahr entwarf sie ihre erste Bekleidungskollektion.

## Prominenz

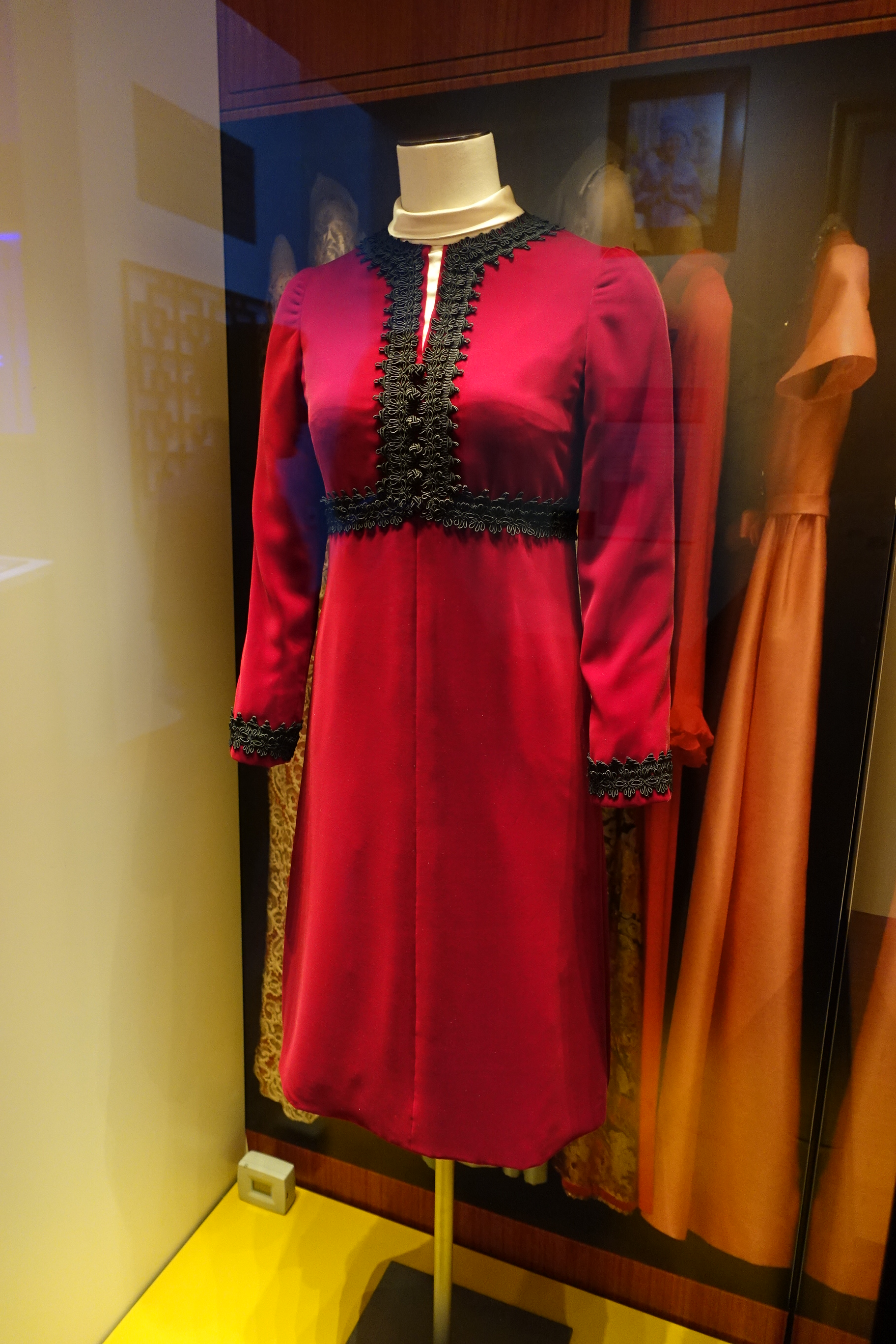
Bankettkleid, getragen am 21. Februar 1972 von Pat Nixon, während des historischen Besuchs ihres Ehemanns in der Volksrepublik China; ausgestellt in der Richard Nixons Bibliothek

Unter anderem trugen die First Ladies Lady Bird Johnson, Pat Nixon und Barbara Bush Kleidung von Simpson. 1966 entwarf Simpson für Lady Bird Johnson zur Hochzeit ihrer Tochter Luci Johnson einen knitterfreien gelben Mantel, dazu ein passendes Kleid mit Hut. Pat Nixon trug bei der Amtseinführung ihres Ehemanns Richard Nixon, sowie bei mehreren offiziellen Anlässen, Kleider von Simpson.